# Vuelta a España 2024/17. Etappe
Die 17. Etappe der Vuelta a España 2024 fand am 3. September 2024 statt. Sie führte die 79. Austragung des spanischen Etappenrennens durch das hüglige Hinterland Kantabriens. Der Start erfolgte in Castillo vor dem Monumento Juan de Castillo, ehe es über 141,5 Kilometer nach Santander ging. Nach der Etappe hatten die Fahrer 2752,3 Kilometer absolviert, was 83,37 % der Gesamtdistanz entspricht.
Den Etappensieg sicherte sich der Australier Kaden Groves (Alpecin-Deceuninck), der sich im Sprint vor Pavel Bittner (Team dsm-firmenich PostNL) und Vito Braet (Intermarché-Wanty) durchsetzte. Ben O’Connor (Decathlon AG2R La Mondiale Team) verteidigte das Rote Trikot.

## Streckenverlauf
Nach dem offiziellen Start führte die Strecke in Richtung Westen, wobei die Küstenorte Pedreña und Pontejos durchfahren wurden. Über Sarón ging es auf der CA-620 in Richtung Süden, ehe der Die Alto de la Estranguada (687 m) aus westlicher Richtung befahren wurde. Der Anstieg wies auf einer Länge von 5,5 Kilometern eine durchschnittliche Steigung von 8,7 % auf und galt als Bergwertung der 2. Kategorie. Die Kuppe wurde bei Kilometer 54,8 erreicht, ehe es auf einer schmalen Abfahrt bergab zur CA-260 ging. Dieser folgten die Fahrer und gelangten so auf die Alto del Caracol (815 m), die ebenfalls als Bergwertung der 2. Kategorie klassifiziert worden war. Die Ostauffahrt stieg dabei für 7,2 Kilometer im Schnitt mit 6,2 % an. Nachdem die Passhöhe bei Kilometer 70,4 überquert worden war, folgte eine gut ausgebaute Abfahrt, die das Fahrerfeld nach Selaya leitete. Die letzten 60 Kilometer wiesen neben einer kurzen Gegensteigung keine großen Schwierigkeiten auf. Es ging meist flach über Puente Viesgo nach Arce, wo 23,8 Kilometer vor dem Ziel ein Zwischensprint mit Zeitbonifikation ausgefahren wurde. Der Zielort Santander wurde von Liencres aus angefahren, wobei sich das Ziel in der Nähe des Campos de Sport de El Sardinero befand.
|                            | Ort                                   | Kilometer | Länge (km) | Höhe (m) | Ø Steigung |
| -------------------------- | ------------------------------------- | --------- | ---------- | -------- | ---------- |
| neutralisierter Start      | Castillo (Monumento Juan de Castillo) | -3,8      |            |          |            |
| offizieller Start          | CA-141                                | 0         |            |          |            |
| Bergwertung (2. Kategorie) | Alto de la Estranguada                | 54,8      | 5,5        | 687      | 8,7 %      |
| Bergwertung (2. Kategorie) | Alto del Caracol                      | 70,4      | 7,2        | 815      | 6,2 %      |
| Zwischensprint             | Arce                                  | 117,7     |            |          |            |
| Ziel                       | Santander                             | 141,5     |            |          |            |

## Rennverlauf
Mit Michael Woods (Israel-Premier Tech) und Sander De Pestel (Decathlon AG2R La Mondiale) gingen zwei Fahrer nicht an den Start der 17. Etappe. In der frühen Rennphase setzten sich mit Jonas Gregaard (Lotto Dstny), Thomas Champion (Cofidis), Xabier Isasa (Euskaltel-Euskadi) und Thibault Guernalec (Arkéa-B&B Hotels) vier Fahrer vom Hauptfeld ab. Das Quartett konnte einen maximalen Vorsprung von rund fünf Minuten herausfahren.
Jonas Gregaard gewann die beiden Bergwertungen auf der Alto de la Estranguada und Alto del Caracol, wobei er sich jeweils vor Thibault Guernalec und Thomas Champion durchsetzte. Nachdem es zeitweise geregnet hatte, trockneten die Straßen im Finale zusehends ab, während die Mannschaften Alpecin-Deceuninck und dsm-firmenich PostNL die Nachführarbeit im Peloton übernahmen. Beim Zwischensprint in Arce betrug der Vorsprung der Ausreißer noch eineinhalb Minuten. Bei beginnendem Regen sicherte sich Thomas Champion die meisten Punkte, ehe sich Kaden Groves (Alpecin-Deceuninck) den verbliebenen Punkt im Hauptfeld sicherte.
Rund 16 Kilometer vor dem Ziel griff Victor Campenaerts (Lotto Dstny) im Peloton an, konnte sich jedoch nicht entscheidend lösen. Wenig später verlor Thomas Champion den Kontakt zur Ausreißergruppe und wurde kurz drauf vom Hauptfeld gestellt. Auf den letzten drei Kilometern griff Mauro Schmid (Jayco AlUla) an und schloss gemeinsam mit Max Poole (dsm-firmenich PostNL) zu der Fluchtgruppe auf. Die beiden konnten die verbliebenen Fahrer der Ausreißergruppe rasch distanzieren, wobei mit Victor Campenaerts ein dritter Fahrer zur Spitze des Rennens aufschloss. Auf den letzten Kilometern verteidigte das Trio einen kleinen Vorsprung, ehe sie kurz vor dem Ziel vom herannahenden Hauptfeld gestellt wurden. Im Sprint setzte sich Kaden Groves vor Pavel Bittner (dsm-firmenich PostNL) und Vito Braet (Intermarché-Wanty) durch, womit er seinen dritten Etappensieg bei der 79. Austragung feierte. Obwohl im Finale Lücken im Peloton aufgingen, wurde keiner der Gesamtklassement-Fahrer distanziert.
Ben O’Connor (Decathlon AG2R La Mondiale) verteidigte das Rote Trikot und lag weiterhin fünf Sekunden vor Primož Roglič (Red Bull–Bora–Hansgrohe). Dahinter folgte nach wie vor Enric Mas (Movistar) mit einem Rückstand von einer Minute und 25 Sekunden. Carlos Rodríguez (Ineos Grenadiers) behielt als Gesamtsiebter das Weiße Trikot des besten Nachwuchsfahrers. Mit seinem dritten Etappensieg baute Kaden Groves seinen Vorsprung in der Punktwertung weiter aus, während Jay Vine (UAE Team Emirates) an der Spitze der Bergwertung blieb. In der Mannschaftswertung lag weiterhin das UAE Team Emirates an der Spitze. Alle 141 Starter erreichten das Ziel, wobei Xabier Isasa zum kämpferischsten Fahrer gewählt wurde.

## Ergebnis
| \| Etappenergebnis \| Etappenergebnis \| Etappenergebnis \| Etappenergebnis \| Etappenergebnis \| \| Fahrer \| Fahrer \| Land \| Team \| Zeit \| \| --------------- \| ------------------ \| --------------- \| ------------------------- \| --------------- \| \| 1. \| Kaden Groves \| Australien \| Alpecin-Deceuninck \| 3 h 32 min 14 s \| \| 2. \| Pavel Bittner \| Tschechien \| Team dsm-firmenich PostNL \| + 0 s \| \| 3. \| Vito Braet \| Belgien \| Intermarché-Wanty \| + 0 s \| \| 4. \| Pau Miquel \| Spanien \| Equipo Kern Pharma \| + 0 s \| \| 5. \| Corbin Strong \| Neuseeland \| Israel-Premier Tech \| + 0 s \| \| 6. \| Victor Campenaerts \| Belgien \| Lotto Dstny \| + 0 s \| \| 7. \| Edward Planckaert \| Belgien \| Alpecin-Deceuninck \| + 0 s \| \| 8. \| Mathis Le Berre \| Frankreich \| Arkéa-B&B Hotels \| + 0 s \| \| 9. \| Arjen Livyns \| Belgien \| Lotto Dstny \| + 0 s \| \| 10. \| Xabier Berasategi \| Spanien \| Euskaltel-Euskadi \| + 0 s \| |                    |            |                           |                 |
| |                    |            |                           |                 |
| Quelle: ProCyclingStats |                    |            |                           |                 |
| Etappenergebnis |                    |            |                           |                 |
| Fahrer | Fahrer             | Land       | Team                      | Zeit            |
| 1. | Kaden Groves       | Australien | Alpecin-Deceuninck        | 3 h 32 min 14 s |
| 2. | Pavel Bittner      | Tschechien | Team dsm-firmenich PostNL | + 0 s           |
| 3. | Vito Braet         | Belgien    | Intermarché-Wanty         | + 0 s           |
| 4. | Pau Miquel         | Spanien    | Equipo Kern Pharma        | + 0 s           |
| 5. | Corbin Strong      | Neuseeland | Israel-Premier Tech       | + 0 s           |
| 6. | Victor Campenaerts | Belgien    | Lotto Dstny               | + 0 s           |
| 7. | Edward Planckaert  | Belgien    | Alpecin-Deceuninck        | + 0 s           |
| 8. | Mathis Le Berre    | Frankreich | Arkéa-B&B Hotels          | + 0 s           |
| 9. | Arjen Livyns       | Belgien    | Lotto Dstny               | + 0 s           |
| 10. | Xabier Berasategi  | Spanien    | Euskaltel-Euskadi         | + 0 s           |

## Gesamtstände
| \| Gesamtwertung \| Gesamtwertung \| Gesamtwertung \| Gesamtwertung \| Gesamtwertung \| \| Fahrer \| Fahrer \| Land \| Team \| Zeit \| \| ------------- \| ----------------- \| ------------- \| -------------------------- \| ---------------- \| \| 1. \| Ben O’Connor \| Australien \| Decathlon-AG2R La Mondiale \| 68 h 41 min 14 s \| \| 2. \| Primož Roglič \| Slowenien \| Red Bull-Bora-Hansgrohe \| + 5 s \| \| 3. \| Enric Mas \| Spanien \| Movistar Team \| + 1 min 25 s \| \| 4. \| Richard Carapaz \| Ecuador \| EF Education-EasyPost \| + 1 min 46 s \| \| 5. \| Mikel Landa \| Spanien \| Soudal Quick-Step \| + 2 min 18 s \| \| 6. \| David Gaudu \| Frankreich \| Groupama-FDJ \| + 3 min 48 s \| \| 7. \| Carlos Rodríguez \| Spanien \| Ineos Grenadiers \| + 3 min 53 s \| \| 8. \| Mattias Skjelmose \| Dänemark \| Lidl-Trek \| + 4 min 00 s \| \| 9. \| Florian Lipowitz \| Deutschland \| Red Bull-Bora-Hansgrohe \| + 4 min 27 s \| \| 10. \| Pavel Sivakov \| Frankreich \| UAE Team Emirates \| + 5 min 19 s \| |                   |             |                            |                  |
| |                   |             |                            |                  |
| Quelle: ProCyclingStats |                   |             |                            |                  |
| Gesamtwertung |                   |             |                            |                  |
| Fahrer | Fahrer            | Land        | Team                       | Zeit             |
| 1. | Ben O’Connor      | Australien  | Decathlon-AG2R La Mondiale | 68 h 41 min 14 s |
| 2. | Primož Roglič     | Slowenien   | Red Bull-Bora-Hansgrohe    | + 5 s            |
| 3. | Enric Mas         | Spanien     | Movistar Team              | + 1 min 25 s     |
| 4. | Richard Carapaz   | Ecuador     | EF Education-EasyPost      | + 1 min 46 s     |
| 5. | Mikel Landa       | Spanien     | Soudal Quick-Step          | + 2 min 18 s     |
| 6. | David Gaudu       | Frankreich  | Groupama-FDJ               | + 3 min 48 s     |
| 7. | Carlos Rodríguez  | Spanien     | Ineos Grenadiers           | + 3 min 53 s     |
| 8. | Mattias Skjelmose | Dänemark    | Lidl-Trek                  | + 4 min 00 s     |
| 9. | Florian Lipowitz  | Deutschland | Red Bull-Bora-Hansgrohe    | + 4 min 27 s     |
| 10. | Pavel Sivakov     | Frankreich  | UAE Team Emirates          | + 5 min 19 s     |

| Punktewertung | Punktewertung   | Punktewertung          | Punktewertung             | Punktewertung |
| Fahrer        | Fahrer          | Land                   | Team                      | Punkte        |
| ------------- | --------------- | ---------------------- | ------------------------- | ------------- |
| 1.            | Kaden Groves    | Australien             | Alpecin-Deceuninck        | 222 P.        |
| 2.            | Pavel Bittner   | Tschechien             | Team dsm-firmenich PostNL | 106 P.        |
| 3.            | Harold Tejada   | Kolumbien              | Astana Qazaqstan Team     | 95 P.         |
| 4.            | Pablo Castrillo | Spanien                | Equipo Kern Pharma        | 93 P.         |
| 5.            | Max Poole       | Vereinigtes Königreich | Team dsm-firmenich PostNL | 86 P.         |
| 6.            | Marc Soler      | Spanien                | UAE Team Emirates         | 82 P.         |
| 7.            | Corbin Strong   | Neuseeland             | Israel-Premier Tech       | 81 P.         |
| 8.            | Primož Roglič   | Slowenien              | Red Bull-Bora-Hansgrohe   | 78 P.         |
| 9.            | Pau Miquel      | Spanien                | Equipo Kern Pharma        | 78 P.         |
| 10.           | Stefan Küng     | Schweiz                | Groupama-FDJ              | 74 P.         |

| Bergwertung | Bergwertung       | Bergwertung            | Bergwertung               | Bergwertung |
| Fahrer      | Fahrer            | Land                   | Team                      | Punkte      |
| ----------- | ----------------- | ---------------------- | ------------------------- | ----------- |
| 1.          | Jay Vine          | Australien             | UAE Team Emirates         | 56 P.       |
| 2.          | Marc Soler        | Spanien                | UAE Team Emirates         | 42 P.       |
| 3.          | Pablo Castrillo   | Spanien                | Equipo Kern Pharma        | 37 P.       |
| 4.          | Filippo Zana      | Italien                | Team Jayco AlUla          | 27 P.       |
| 5.          | Marco Frigo       | Italien                | Israel-Premier Tech       | 26 P.       |
| 6.          | Adam Yates        | Vereinigtes Königreich | UAE Team Emirates         | 22 P.       |
| 7.          | Alexander Wlassow | Neutrales Banner       | Red Bull-Bora-Hansgrohe   | 19 P.       |
| 8.          | Max Poole         | Vereinigtes Königreich | Team dsm-firmenich PostNL | 19 P.       |
| 9.          | Primož Roglič     | Slowenien              | Red Bull-Bora-Hansgrohe   | 18 P.       |
| 10.         | David Gaudu       | Frankreich             | Groupama-FDJ              | 18 P.       |

| Nachwuchswertung | Nachwuchswertung       | Nachwuchswertung       | Nachwuchswertung           | Nachwuchswertung  |
| Fahrer           | Fahrer                 | Land                   | Team                       | Zeit              |
| ---------------- | ---------------------- | ---------------------- | -------------------------- | ----------------- |
| 1.               | Carlos Rodríguez       | Spanien                | Ineos Grenadiers           | 68 h 45 min 07 s  |
| 2.               | Mattias Skjelmose      | Dänemark               | Lidl-Trek                  | + 7 s             |
| 3.               | Florian Lipowitz       | Deutschland            | Red Bull-Bora-Hansgrohe    | + 34 s            |
| 4.               | Matthew Riccitello     | Vereinigte Staaten     | Israel-Premier Tech        | + 58 min 52 s     |
| 5.               | Max Poole              | Vereinigtes Königreich | Team dsm-firmenich PostNL  | + 1 h 12 min 18 s |
| 6.               | Giovanni Aleotti       | Italien                | Red Bull-Bora-Hansgrohe    | + 1 h 22 min 51 s |
| 7.               | Isaac Del Toro         | Mexiko                 | UAE Team Emirates          | + 1 h 26 min 49 s |
| 8.               | Valentin Paret-Peintre | Frankreich             | Decathlon-AG2R La Mondiale | + 1 h 32 min 04 s |
| 9.               | Mauri Vansevenant      | Belgien                | Soudal Quick-Step          | + 1 h 33 min 35 s |
| 10.              | Junior Lecerf          | Belgien                | Soudal Quick-Step          | + 1 h 36 min 48 s |

| Mannschaftswertung | Mannschaftswertung         | Mannschaftswertung           | Mannschaftswertung |
| Team               | Team                       | Land                         | Zeit               |
| ------------------ | -------------------------- | ---------------------------- | ------------------ |
| 1.                 | UAE Team Emirates          | Vereinigte Arabische Emirate | 205 h 35 min 17 s  |
| 2.                 | Red Bull-Bora-Hansgrohe    | Deutschland                  | + 43 min 00 s      |
| 3.                 | Decathlon-AG2R La Mondiale | Frankreich                   | + 1 h 20 min 18 s  |
| 4.                 | Team Visma \| Lease a Bike | Niederlande                  | + 1 h 30 min 39 s  |
| 5.                 | Soudal Quick-Step          | Belgien                      | + 1 h 50 min 28 s  |
| 6.                 | Groupama-FDJ               | Frankreich                   | + 1 h 59 min 52 s  |
| 7.                 | Lidl-Trek                  | Vereinigte Staaten           | + 2 h 08 min 53 s  |
| 8.                 | Ineos Grenadiers           | Vereinigtes Königreich       | + 2 h 20 min 26 s  |
| 9.                 | Israel-Premier Tech        | Israel                       | + 2 h 30 min 02 s  |
| 10.                | Movistar Team              | Spanien                      | + 2 h 35 min 35 s  |

## Ausgeschiedene Fahrer
- Sander De Pestel (Decathlon AG2R La Mondiale Team) ging nicht an den Start
- Michael Woods (Israel-Premier Tech) ging wegen Ermüdung nicht an den Start[4]